# Jon Georg Dale

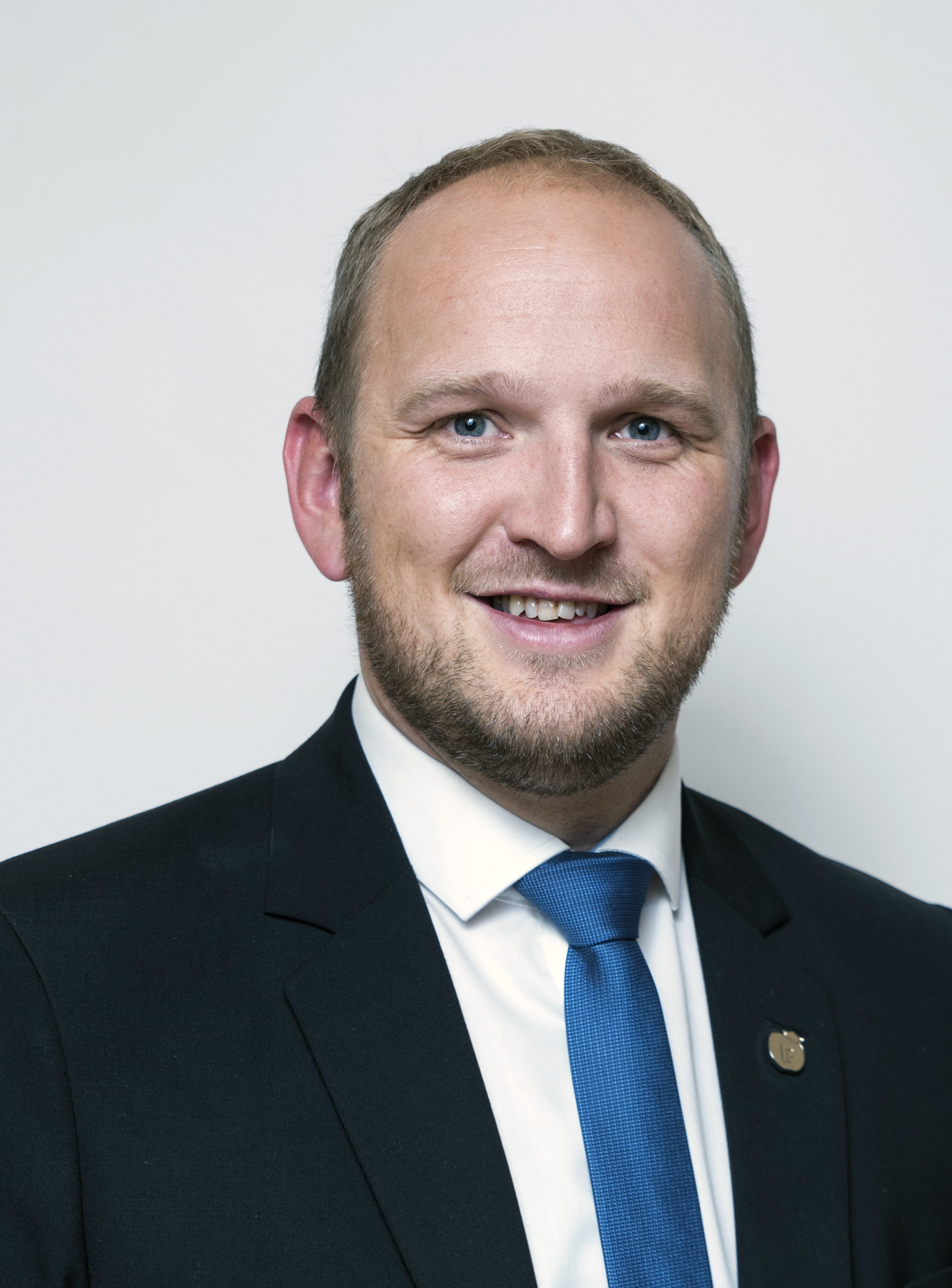
Jon Georg Dale, 2018

Jon Georg Dale (* 16. Juni 1984) ist ein norwegischer Politiker der Fortschrittspartei (FrP). Von Dezember 2015 bis August 2018 war er der Landwirtschafts- und Ernährungsminister, danach bis Januar 2020 Verkehrsminister seines Landes. Von 2017 bis 2021 war er Abgeordneter im Storting.

## Leben
Dale arbeitete in der Zeit von 2003 bis 2010 in der Lebensmittelbranche. Zwischen 2003 und 2013 saß er im Kommunalparlament von Volda. Von 2009 bis 2011 war er zudem Abgeordneter im Fylkesting der Provinz Møre og Romsdal. Im Jahr 2010 begann er seine Tätigkeit als politischer Berater der FrP-Fraktion im norwegischen Nationalparlament Storting.

### Staatssekretär und Minister
Am 16. Oktober 2013 wurde zum Staatssekretär im norwegischen Verkehrsministerium ernannt, was er bis zum 17. Oktober 2014 blieb. Anschließend übernahm er den Posten als Staatssekretär im Finanzministerium. Dale wurde schließlich am 16. Dezember 2015 als Landwirtschafts- und Ernährungsminister in die Regierung Solberg berufen, ab dem 31. August 2018 bekleidete er das Amt des Verkehrsministers. Nach der Beurlaubung und dem darauf folgenden Rücktritt des Justizministers Tor Mikkel Wara übernahm er im März 2019 vorübergehend die Leitung des Justizministeriums. Dale schied durch den Regierungsaustritt der FrP am 24. Januar 2020 aus der Regierung aus.

### Parlamentsabgeordneter
Bei der Parlamentswahl 2017 zog Dale für den Wahlkreis Møre og Romsdal erstmals in das norwegische Parlament ein. Wegen seiner Mitgliedschaft in der Regierung musste er bis Januar 2020 sein Mandat ruhen lassen und er wurde von Parteikollegen, sogenannten Vararepresentanten vertreten. Am 29. Januar 2020 wurde er schließlich Mitglied im Energie- und Umweltausschuss. Im Februar 2021 wechselte er in den Arbeits- und Sozialausschuss. Im Juli 2020 gab er bekannt, bei der Wahl 2021 nicht erneut für einen Sitz im Storting kandidieren zu wollen. In der Folge schied er im Herbst 2021 aus dem Parlament aus.
Ende Oktober 2021 wurde bekannt, dass Dale Partner der Beratungsfirma First House werde.